# Nibal Thawabteh
Nibal Thawabteh är en palestinsk politiker, tidningsredaktör och kvinnorättsaktivist. 
Thawabteh började sitt engagemang för kvinnors rättigheter som lokalpolitiker i Beit Fajjars Village Council där hon blev invald som första kvinnan någonsin. Som en del av sitt politiska uppdrag arbetade hon med att utbilda och organisera kvinnor för att fler skulle bli medvetna om sina rättigheter.
Thawabteh grundade tidningen Al Hal där hon tar upp frågor som rör yttrandefrihet och demokratiska principer där även kontroversiella ämnen lyfts fram, bland annat förekomsten av hedersmord och polygami i det palestinska samhället.
Thawabteh arbetar sen 2008 vid Birzeit universitet och arbetar med media produktion och utbildning.
2008 tilldelades Thawabteh International Women of Courage Award.